# Chaetodon capistratus
Chaetodon capistratus és un peix papallona (família Chaetodontidae). Aquesta espècie de peix es troba a l'oest de l'oceà Atlàntic, de Massachusetts (Estats Units) i Bermuda fins a les Índies Occidentals i el nord d'Amèrica del Sud.
Chaetodon capistratus és l'espècie tipus de Chaetodon. Si el gènere es parteix com s'ha proposat, retindrà el seu nom present com els seus parents més propers, que inclouen el peix papallona ratllat (C. striatus) i C. ocellatus.